# سارا برونفمن
سارا برونفمن (انگلیسی: Sara Bronfman؛ زادهٔ ۱۹۷۶ (۴۸–۴۹ سال)) فعال حقوق بشر اهل ایالات متحده آمریکا است. وی دختر ادگار برونفمن میلیاردر آمریکایی و مدیر پیشین شرکت غذایی کانادای سیگرم است که در سال ۱۸۵۷ تأسیس شد و از ۲۰۰۱ تا ۲۰۱۹ برونفمن بنیان‌گذار و به اتفاق خواهرش کلیر برونفمن عضو رهبری تیم جنجالی شرکت بازاریابی شبکه‌ای و فرقه نکسیام هستند.

## پیشینه
پدر سارا، یک میلیاردر کانادایی به نام ادگار برونفمن بود و مادرش ریتا وب که دختر صاحب یک اغذیه فروشی انگلیسی از اسکس، انگلستان بود، وب و ادگار برای اولین بار در اسپانیا با یکدیگر ملاقات کردند. وب نام کوچک خود را به جورجیا تغییر داد و در سال ۱۹۷۵ با برونفمن ازدواج کرد، برونفمن سپس روی آن لوب سرمایه‌گذاری نمو، وب سال بعد سارا را به دنیا آورد، سپس دو سال و نیم بعد دختر دیگرش کلیر به دنیا آمد. خانواده وی دارای پیشینه یهودی هستند.
مدت کوتاهی پس از تولد کلیر، جورجیانا از ادگار طلاق گرفت. سپس به دنبال ازدواج مجدد با ادگار در ۱۹۸۰، دوباره جورجیانا از همسر دومش ادگار نیز طلاق گرفت، پس از آن این دو خواهر سارا و کلیر از خانه پدری شان که خارج از شارلوتزویل، ویرجینیا قرار داشت دیدار کردند. سپس برغم اینکه در انگلستان با مادرشان زندگی می‌کردند در شهرستان وستچستر سکنی گزیده و در دره خورشید واقع در خیابان پنجم شهر نیویورک به زندگی پرداختند.

## رهبری و پشتیبانی مالی از نکسیام
سارا ۲۵ساله به وسیله یکی از دوستان خانوادگی خود در ۲۰۰۱ به نکسیام معرفی شد. نکسیام یک شرکت بازاریابی شبکه‌ای و توسعه شخصی آمریکایی است که توسط کیت رانیر و آلیسون مک تأسیس شد و مدعی بود به افراد در دستیابی و اعتماد به نفس به خود کمک می‌کند و سمینارهای بازاریابی شبکه‌ای و حرفه ای ارائه می‌دهد، اما بعدها توسط اعضای پیشین این شرکت و مقامات رسمی یک فرقه شناخته شد.

### همکاری با دالایی لاما
در ۲۰۰۹ تنزین گیاتسو، چهاردهمین دالایی لاما، با ظهور در صحنه یک رویداد یک روسری سفید به رانیر اهدا کرد.
اعضای نکسیام که تمایل به فاصله گرفتن از ادعاهای مرتبط با فرقه خواندن این شرکت در مطبوعات بودند، با صرف ۲ میلیون دلار برای این پروژه به دنبال گرفتن تاییدیه از دالایی لاما بودند. سارا، به همراه خواهرش، کلیر برونفمن، و بنیانگذار نکسیام، کیت رانیر، سازمانی به نام کنسرسیوم بنیادهای اخلاقی جهان را ایجاد کردند.
در ژانویه ۲۰۰۹، پس از لغو سفر دالایی لاما به بازی‌های المپیک زمستانی و اسکی نمایشی در سان ولی، آیداهو ایالات متحده آمریکا، سارا برونفمن طی نامه‌ای به روزنامه آیداهو نوشت و در آن تهدید کرد که «در صورتیکه مشخص
شود دالایی لاما بدون خواسته خود سفرش برای المپیک زمستانی لغو شده باشد از سمت خود به عنوان عضو هیئت مدیره افتخاری المپیک ویژه استعفا خواهد داد».
به این ترتیب سارا و کلیر معتقد بودند که می‌توانند دالایی لاما را به آلبانی نیویورک بیاورند تا در ۶ مه ۲۰۰۹ در مراسم افتتاحیه بازی‌های المپیک زمستانی WEFC جایی که دالایی لاما در آن متعاقباً سخنرانی کرد شرکت کند. طی این رویداد بود که دالایی لاما بر روی صحنه یک روسری سفید به رانیر داد. دالایی لاما علاوه بر این، پیشگفتار کتاب «ابوالهول و تلکسلوایا» را نیز نوشت، که رانیر در سال ۲۰۰۹ آن را تألیف کرد.

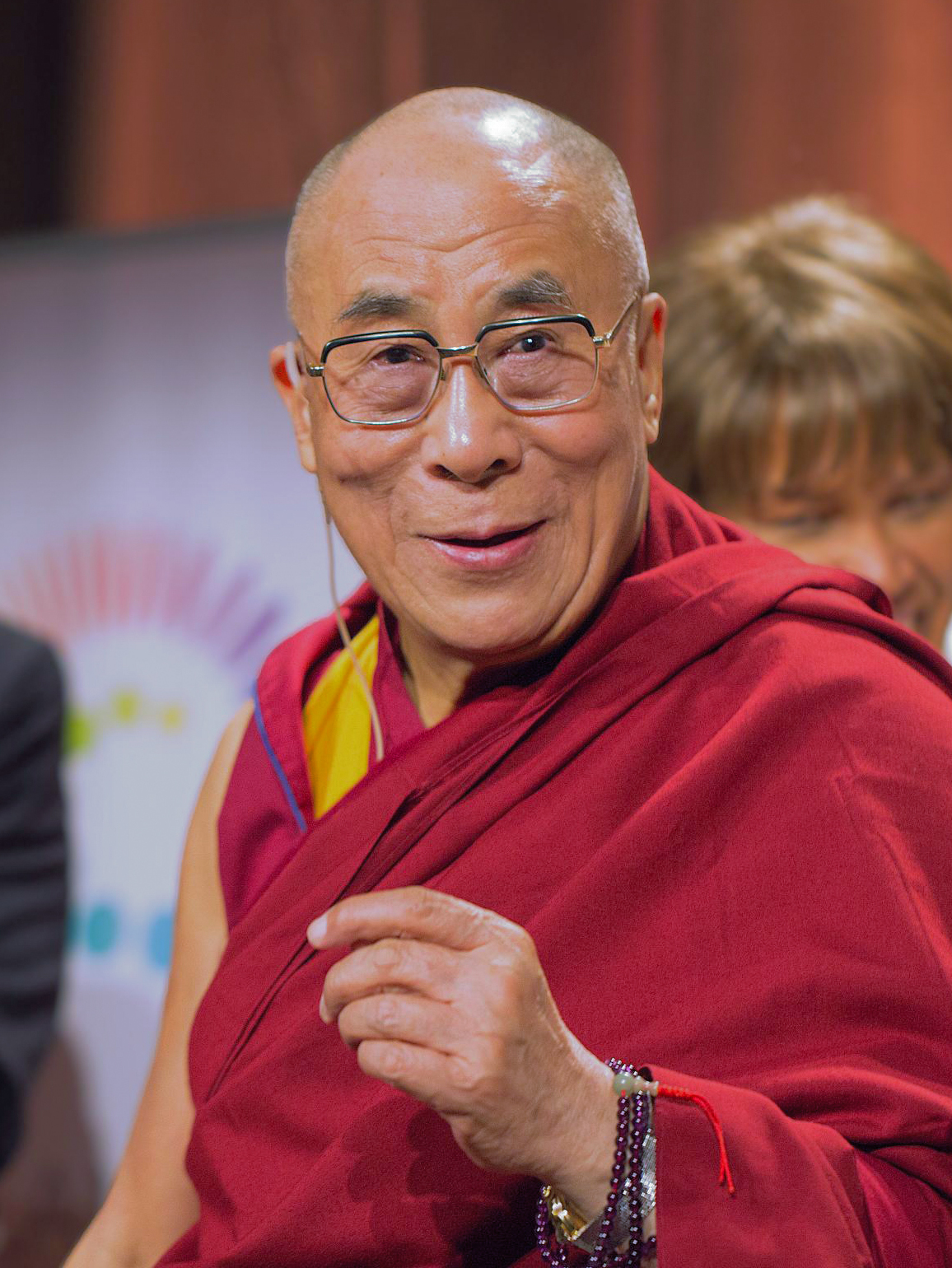
در سال ۲۰۰۹، تنزین گیاتسو، چهاردهمین دالایی لاما، روی صحنه ظاهر شد و یک روسری سفید به رانیر داد.